# Победа (теплоход)
Победа — пассажирский теплоход, использовался для пассажирских перевозок на линии Одесса — Нью-Йорк — Одесса, принадлежал Черноморскому морскому пароходству. Первоначально судно имело название «Магдалена» (нем. «Magdalena»).

## История постройки
Судно было построено по заказу немецкой судоходной компании HAPAG на верфи «Schichau Werft» в Данциге в 1928 году для эксплуатации на линии Европа — Центральная Америка — Вест-Индия. В первый рейс вышло 29 декабря 1928 года.
Двухвальная энергоустановка из двух 8-цилиндровых дизельных двигателей «Зульцер» марки 8SМ68 мощностью по 3500 л. с. каждый при 105 об./мин позволяла теплоходу развивать скорость порядка 15,5 узла, работая на два 4-лопастных гребных винта.
8 февраля 1934 года у острова Кюрасао судно село на мель, с которой было снято лишь 25 августа. После полугодичного ремонта и переоборудования в Гамбурге на верфи «Blohm & Voss» лайнер «Магдалена» вышел с завода однотрубным теплоходом с новым названием «Иберия» (нем. «Iberia»).

## После Второй мировой войны
В военное время «Иберия» служила плавбазой ВМФ Германии в Киле. Первоначально после войны 9 июня 1945 года её получил британский флот. 18 февраля 1946 года не пострадавшая в военных действиях «Иберия» по репарациям была передана СССР в Черноморское морское пароходство. Здесь лайнер получил новое наименование — «Победа».
Судно было поставлено на линию Одесса — Нью-Йорк — Одесса, возглавлял экипаж капитан дальнего плавания Николай Адамович Пахолок — опытный моряк, уроженец Скадовска, машинную команду — старший механик А. Звороно.

## Пожар на судне
31 июля 1948 года теплоход «Победа» с 323 пассажирами и 277 тоннами груза на борту вышел из порта Нью-Йорка в Одессу. В числе пассажиров были в основном работники министерств иностранных дел и внешней торговли с семьями, несколько представителей других ведомств, а также китайский маршал Фэн Юйсян с семьёй, следовавшей в Китай через Советский Союз.
На подходе к Гибралтару было получено указание зайти в Александрию и принять на борт ещё порядка 2 000 армян-репатриантов из Египта, возвращающихся в Армению. Было дополнительно погружено также 1 500 тонн груза. Таким образом, были превышены все нормы пассажировместимости. Тем не менее все репатрианты были благополучно доставлены в конце августа в порт назначения — Батуми.
31 августа судно взяло курс на Одессу. На борту осталось 310 пассажиров и члены экипажа. 1 сентября в 13 часов радиостанция Черноморского пароходства в Одессе получила плановое донесение с теплохода о том, что прошли Новороссийск и к 14 часам 2 сентября предполагается прибытие в Одессу. После этого радиосвязь с судном прекратилась.
Утром 2 сентября в Черноморском пароходстве начали предпринимать меры к выяснению причин молчания теплохода, запросив суда в море и порты на пути следования лайнера: никто связи с «Победой» не имел и сигналов SOS не слышал. Руководство обратилось за помощью к командованию Черноморского флота, и в море были посланы поисковые самолёты морской авиации. В 21:00 один из лётчиков сообщил, что обнаружил обгоревший теплоход «Победа» в 70 милях к юго-востоку от Ялты, возле него находились пять шлюпок с людьми. К аварийному судну из Феодосии, Севастополя, других мест была направлена помощь. Из Одессы на помощь были направлены курсанты и преподаватели Одесского высшего мореходного училища.

### Расследование
По данным следствия, 1 сентября 1948 года около 13 часов лайнер миновал Новороссийский порт. В это время исполняющий обязанности судового киномеханика радиотехник Коваленко решил подготовить к сдаче на культбазу партию кинофильмов, взятых в рейс, и попросил матроса Скрипникова перемотать киноленты после просмотра. Фильмы хранились в небольшой кладовой в центральной части судна. Часть была упакована в жестяные коробки, а часть, предназначенная к перемотке, лежала на столе в открытом виде. В этой же кладовой хранилось около 2 тысяч патефонных пластинок. Примерно в 15 часов при перемотке на ручном станке киноплёнка заискрила и вспыхнула. От неё загорелись рядом лежащие мотки. Через несколько секунд пламя охватило кладовую, вспыхнула одежда на матросе.
Скрипников выскочил из кладовой, захлопнул дверь и с криками о помощи кинулся бежать по коридору. Раскалённым воздухом в кладовой выбило дверь, и вырвавшийся огненный смерч охватил ковровые дорожки и фанерные переборки кают. Пламя, вытягиваемое по коридору мощной струёй воздуха, дошло до трапа, ведущего в вестибюль вышележащей палубы, и оттуда по двум вертикальным шахтам лестницы достигло верхнего мостика, воспламеняя всё на своем пути. В считанные минуты огонь охватил центральную часть судна, в том числе штурманскую, рулевую и радиорубку, каюты капитана и штурманов. Пожар начал распространяться по жилым помещениям на нос и корму, на шлюпочную палубу, приблизился к трюмам и машинному отделению.
Вахтенный радист Веденеев, застигнутый огнём, выскочил из рубки через иллюминатор, не успев передать ни сигнал бедствия, ни сообщение о том, что вынужден покинуть вахту. Капитан приказал дать сигнал SOS по запасной рации, однако она уже сгорела в штурманской рубке. Общесудовую пожарную тревогу объявили лишь через несколько минут судовым колоколом. Тушением занимались несколько самостоятельных, случайно образовавшихся групп в разных частях судна.
В ночь на 3 сентября, когда к судну подошли спасатели, основной пожар был уже потушен. Теплоход повели на буксире, но затем выяснилось, что он может идти самостоятельно. 5 сентября «Победа» пришла в Одессу, спасённые пассажиры прибыли на турбоходе «Вячеслав Молотов».
При пожаре погибли 42 человека: два члена экипажа — буфетчица Г. Гуньян и матрос В. Скрипников — и 40 пассажиров, включая 19 женщин и 15 детей, среди жертв огня были участник эры милитаристов китайский маршал Фэн Юйсян с дочерью и вдова писателя А. Н. Афиногенова Евгения Бернардовна (Дженни Шварц).
О пожаре на теплоходе «Победа» и гибели китайского маршала сразу же было доложено Сталину. Существует мнение, что первоначально в происшествии была заподозрена диверсия. Постановлением Совета министров СССР от 14 сентября полностью и немедленно отменена репатриация в СССР зарубежных армян и запрещён приём армянских переселенцев в Армению.

### Последствия
В начале 1949 года состоялся закрытый суд над виновниками случившегося. Ими были признаны нештатный киномеханик Коваленко, помогавший ему матрос Скрипников, капитан теплохода Пахолок и два его помощника, а также радист, не передавший сигнал SOS, и диспетчер пароходства. Капитан судна Николай Пахолок и киномеханик Коваленко были приговорены к 15 годам лишения свободы, помполит Першуков — к десяти, радист Веденеев — к восьми. Работники береговых служб, косвенно виновные в трагедии, получили более мягкие приговоры. А строже всех был наказан старпом Александр Набокин, отвечавший за пожарную безопасность: он был приговорён к 25 годам лишения свободы — существовавшей тогда высшей мере.

## Дальнейшая судьба
«Победа» продолжала работать в составе Черноморского пароходства на внутренних и зарубежных линиях. В середине 1950-х годов она числилась среди лучших судов пароходства.
В 1956 году теплоход «Победа» отправился в первый советский круиз вокруг Европы. Круиз продолжался с 5 сентября по 3 октября. На борту находились номенклатурные работники, множество писателей, в том числе Константин Паустовский, учёные, университетские профессора, журналисты.
В 1962 году, во время карибского кризиса, судно использовали для перевозки советских войск на Кубу. Описание перехода на Кубу на «Победе» есть в мемуарах последнего министра обороны СССР маршала Д. Т. Язова. Книга называется «Удары судьбы». 
В конце 1970-х годов оно было списано из состава флота и утилизировано на пункте утилизации в Читтагонге (Бангладеш).

## В культуре
Теплоходы «Победа» и «Россия» в 1968 году снимались в комедии Леонида Гайдая «Бриллиантовая рука» как круизный лайнер «Михаил Светлов», и именно на палубе «Победы» через 20 лет после трагедии Андрей Миронов поёт песню про Остров невезения. Замечен в фильмах «Запасной игрок» и «Опекун» (1970). Также его название фигурирует в фильме Чака Рассела «Стиратель».